# Waiting on a Friend
Waiting on a Friend è un singolo del gruppo rock The Rolling Stones, pubblicato nel 1981 ed estratto dall'album Tattoo You.

## Il brano
La registrazione di Waiting on a Friend (con il titolo provvisorio di Waiting for a Friend) iniziò alla fine del 1972 e proseguì agli inizi del 1973 a Kingston, in Giamaica, durante le sessioni per l'album Goats Head Soup, con ancora Mick Taylor in formazione. 

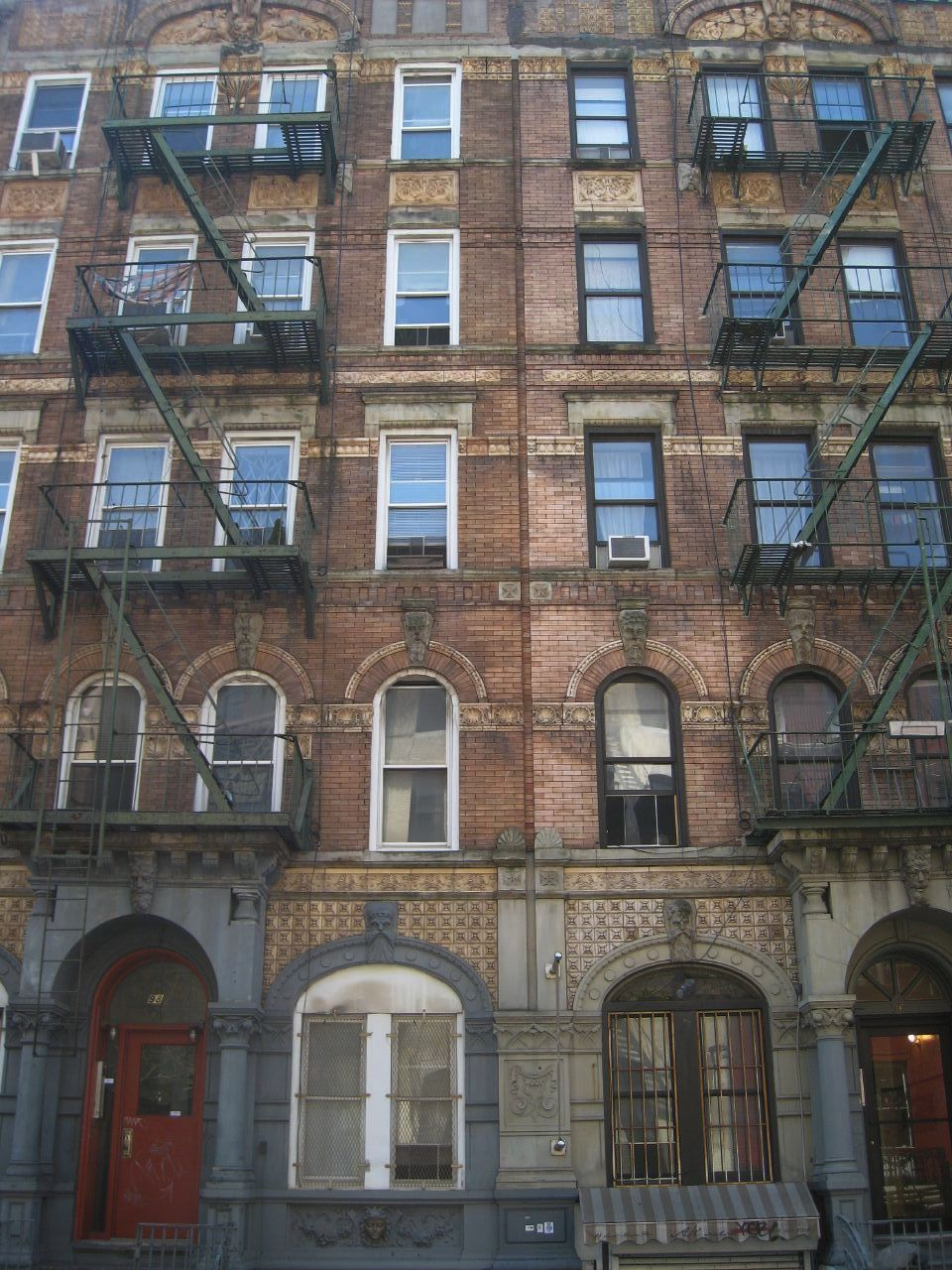
96-98 St. Mark's Place, luogo delle riprese del video della canzone

Nelle note interne della compilation del 1993 Jump Back, Mick Jagger scrisse: "[il pezzo] piaceva a tutti all'epoca ma non c'era ancora un testo, e così... Il testo che aggiunsi è molto gentile e amabile, e parla dell'amicizia tra i membri della band". Jagger ha inoltre affermato che nel 1981 la traccia fu pensata anche per essere accompagnata da un possibile videoclip, rendendola di fatto la prima canzone dei Rolling Stones ad essere presa in considerazione per un video dell'emergente emittente MTV.
Il video, girato nel luglio 1981, diretto da Michael Lindsay-Hogg, divenne molto popolare su MTV. Seguendo il testo della canzone, Jagger viene mostrato sulle scale d'ingresso di un edificio mentre aspetta Keith Richards. L'edificio, situato al n. 96-98 di St. Mark's Place a Manhattan, è notevole in quanto appare anche sulla copertina dell'album Physical Graffiti dei Led Zeppelin (1975). I due poi si incamminano lungo la strada ed entrano nel St. Mark's Bar & Grill dove li aspettano gli altri tre membri della band bevendo un drink. Jagger canta il brano a Richards e il video si conclude con il gruppo che improvvisa un concerto sul retro del bar.
Le parole del testo rivelano un lato più maturo di Jagger. Egli parla di mettere da parte le dispute circa le donne e i vizi in favore dell'amicizia come virtù essenziale di un rapporto interpersonale:
Il brano è caratterizzato da chitarre sognanti, ritmi rilassati, e dal sassofono del jazzista Sonny Rollins che eseguì un assolo. Circa il suo contributo, Jagger disse nel 1985:
Percussioni aggiuntive da parte di Michael Carabello, furono aggiunte durante le sessioni di sovraincisione tra aprile e giugno 1981.

## Pubblicazione
Pubblicato come secondo singolo dopo Start Me Up, Waiting on a Friend divenne un successo radiofonico negli Stati Uniti dove raggiunse la posizione numero 13 nella classifica dei singoli all'inizio del 1982. Il 45 giri non andò altrettanto bene in Europa, dove raggiunse solamente la cinquantesima posizione nella UK Singles Chart britannica, anche se raggiunse il nono posto nei Paesi Bassi.
Waiting on a Friend è stata inclusa in varie raccolte degli Stones come Rewind (1971-1984) (1984), Jump Back (1993), GRRR! (2012) e Honk (2019). Una versione dal vivo datata 1981 della canzone è inclusa nel film-concerto Let's Spend the Night Together (1983). Una versione del 1997 con la partecipazione del sassofonista Joshua Redman venne registrata durante il Bridges to Babylon Tour e pubblicata nel 1998 sull'album live No Security e nel film Bridges to Babylon Tour '97–98.

## Tracce
- Lato A

1. Waiting on a Friend

- Lato B

1. Little T&A

## Formazione
The Rolling Stones
- Mick Jagger – voce
- Keith Richards – chitarra, cori
- Ronnie Wood – chitarra, cori
- Bill Wyman – basso
- Charlie Watts – batteria

Altri musicisti
- Mick Taylor – chitarra
- Nicky Hopkins – piano
- Sonny Rollins – sassofono
- Michael Carabello – legnetti, cabasa, güiro, conga